# 9. Sinfonie (Haydn)
Die Sinfonie C-Dur Hoboken-Verzeichnis I:9 komponierte Joseph Haydn im Jahr 1762 kurz nach Beginn seiner Anstellung als Vizekapellmeister beim Fürsten Anton Esterházy. Das dreisätzige Werk hat als Schlusssatz ungewöhnlicherweise ein Menuett.

## Allgemeines

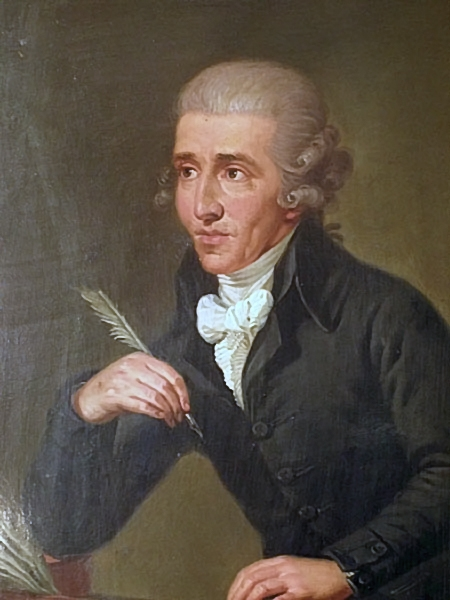
Joseph Haydn (Gemälde von Ludwig Guttenbrunn, um 1770)

Im Kompositionsjahr der Sinfonie 1762 – ein Jahr nach seiner Anstellung als Vizekapellmeister beim Fürsten Anton Esterhazy – schrieb Haydn mehrere Schauspielmusiken: Zum Einzug von Antons Bruder Nikolaus Esterhazy (Anton Esterhazy war gestorben) am 17. Mai 1762 eine Schauspielmusik für die Komödie La Marchesa Nespola und für eine fürstliche Hochzeit seine erste Oper Acide sowie die Kantate Vivan gl’ illustri sposi. Außerdem gastierte im Frühjahr eine italienische Theatergruppe in Eisenstadt, „so dass Haydn erstmals kompositorisch wie auch organisatorisch so richtig Theaterluft schnuppern konnte“.
Die Sinfonie Nr. 9 hat drei Sätze und endet mit einem Menuett statt mit einem schnellen Satz wie sonst üblich. Howard Chandler Robbins Landon nimmt an, dass die Sinfonie auf eine Ouvertüre zu einer Oper oder ein Vorspiel zu einer Kantate zurückgeht, die verloren gegangen ist. Es könne sich dabei um eine der verloren gegangenen italienischen Komödien von 1762 handeln. Robbins Landon verweist auch auf strukturelle Merkmale, die für einen Bezug zum Schauspiel sprechen: Dem ersten Satz fehlt ausgeprägtes thematisches Material, stattdessen dominieren Fanfaren und Läufe. Weiterhin bestehen nach Robbins Landon Ähnlichkeiten zur Ouvertüre zur Oper Acide, die ebenso wie die Sinfonie offenbar in Eile geschrieben worden sei.
Dieser Einschätzung wird von James Webster und Harold Haslmayr das Vorhandensein von Wiederholungen der Satzabschnitte bei der Sinfonie Nr. 9, die in Ouvertüren typischerweise fehlen, entgegengehalten. Weiterhin hätten auch die anderen dreisätzigen Sinfonien Haydns, die mit einem Menuett schließen (Nr. 18, 26 und 30), keinen Ursprung als Ouvertüre, und ebenso gäbe es auch einige andere erste Sätze in Haydns frühen C-Dur – Sinfonien, die ähnlich kompakt, lautstark und im 2/4-Takt gehalten sind wie der von der Sinfonie Nr. 9, „so dass kaum mehr als eine atmosphärische Verwandtschaft zu genuiner Theatermusik zu bestehen scheint.“
Das Autograph der Sinfonie war früher im Besitz des Verlegers Artaria und galt dann als verschollen. Inzwischen ist durch das Wiederauffinden des Autographs geklärt, dass der Sinfonie keine Ouvertüre zugrunde liegt.

## Zur Musik
Besetzung:  zwei Querflöten (nur in Satz 2), zwei Oboen (Sätze 1 und 3 anstelle der Flöten), zwei Hörner, zwei Violinen, Viola, Cello, Kontrabass. Zur Verstärkung der Bass-Stimme wurde damals auch ohne gesonderte Notierung ein Fagott eingesetzt. Über die Beteiligung eines Cembalo-Continuos in Haydns Sinfonien bestehen unterschiedliche Auffassungen.
Aufführungszeit:  ca. 12 Minuten.
Bei den hier benutzten Begriffen der Sonatensatzform ist zu berücksichtigen, dass dieses Schema in der ersten Hälfte des 19. Jahrhunderts entworfen wurde (siehe dort) und von daher nur mit Einschränkungen auf ein Werk von 1762 übertragen werden kann. – Die hier vorgenommene Beschreibung und Gliederung der Sätze ist als Vorschlag zu verstehen. Je nach Standpunkt sind auch andere Abgrenzungen und Deutungen möglich.

### Erster Satz: Allegro molto
C-Dur, 2/4-Takt, 137 Takte

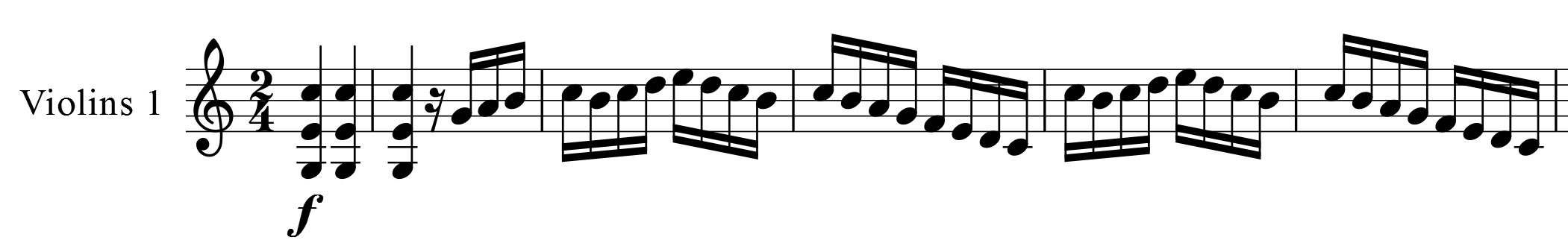
Beginn des Allegro molto

Die Eröffnungssequenz (Takt 1 bis 10) besteht aus drei kräftigen C-Dur – Akkordschlägen des ganzen Orchesters, rasanten Skalenläufen im Unisono sowie der Schlusswendung mit Triller. Nach kurzer Zäsur folgt unmittelbar eine Tremolo-Passage, die das Laufmotiv im Bass aufgreift. Eine Fanfare für Oboen und Bläser führt zum Motiv mit Vorschlägen und aufsteigendem G-Dur – Akkord in Oboen und Violinen. Nach einem Skalenlauf-Einschub folgt ein weiteres Motiv, bei dem eine Trillerwendung der Streicher mit Wechsel von forte und piano im Dialog mit einer Floskel der Oboen steht (Trillermotiv). Die Schlussgruppe, wiederum mit Skalenläufen, beendet die Exposition.
Die Durchführung verarbeitet die Motive der Exposition mit Ausnahme der Bläserfanfare. Die Skalenläufe der Eröffnungssequenz werden dabei mit Synkopierungen und einer Molltrübung angereichert. Auf die Variante des Vorschlags-Motivs folgt das Trillermotiv, ab Takt 75 im Pianissimo auch ohne den Einwurf der Oboen.
Die Reprise ab Takt 89 ist wie die Exposition strukturiert. Exposition sowie Durchführung und Reprise werden wiederholt.
- „Das Allegro molto verzichtet auf stark profilierte Themen zugunsten von „Hammerschlägen“ aus drei Akkorden, Bläserfanfaren, ununterbrochener Geschäftigkeit und rhythmischen Überraschungen.“[4]
- (Eine Verwandtschaft zu Theatermusik) „kommt gewiss im 2/4-Allegro molto am deutlichsten zum Ausdruck, dessen überschäumender rhythmischer Elan vergessen lässt, dass sich gar kein echtes musikalisches Thema in diesem Satz findet, man hat eher den Eindruck in die Nähe einer spätbarock-frühklassischen Sound-Maschine geraten zu sein.“[2]

### Zweiter Satz: Andante
G-Dur, 2/4-Takt, 57 Takte
Wie auch in einigen späteren Sinfonien, hat Haydn im langsamen Satz die Oboen durch Flöten ausgetauscht (die Hörner schweigen). Stimmführend sind die Flöten und die 1. Violine (überwiegend auch die 2. Violine), wobei die Flöten eine Oktave höher als die Violinen spielt. Der ruhige, sangliche Satz hat einen pastoralen Charakter. Er ist aus mehreren, meist zweitaktigen und einmal wiederholten Motiven aufgebaut.
Das erste „Thema“ (Motiv 1) basiert auf einem auf- und absteigenden G-Dur – Dreiklang mit einer Triolen-Schlusswendung. Der Kopf des Themas wird wiederholt und wechselt zur Dominante D-Dur (Takt 9). Hierauf setzt Motiv 2 mit seinem Triller ein, gefolgt von Motiv 3 mit Auftakt und punktiertem Rhythmus, Motiv 4 mit Vorhalt und zweifacher Tonrepetition sowie Motiv 5 mit vierfacher Tonrepetition über aufsteigender Bassfigur und fallender, schließender Triolenwendung.
Der zweite Satzteil fängt mit Motiv 1 in D-Dur an und wiederholt dies sogleich in der Tonika G-Dur, was beim Hören zunächst als „Reprisenbeginn“ gedeutet werden kann. Das anschließende Motiv 2 wechselt jedoch zur Subdominante C-Dur und spinnt das Material mit einer neuen Vorschlagsfloskel weiter. In Takt 42 setzt Motiv 2 erneut ein – nun in G-Dur, so dass auch hier der Reprisenbeginn gehört werden kann. Der weitere Verlauf entspricht mit Motiv 3, 4 und 5 dem des ersten Teils. Beide Teile werden wiederholt.

### Dritter Satz: Menuetto. Allegretto
C-Dur, 3/4-Takt, mit Trio 52 Takte
Das Hauptmotiv des Menuetts besteht aus einer gleichmäßigen, auftaktigen Achtelbewegung der Oboen und Flöten im Wechsel mit schreitenden Staccato-Vierteln des ganzen Orchesters. Das Motiv ist dreitaktig, wird wiederholt und mit einer Schlusswendung versehen. Damit ergibt sich im ersten Teil eine Struktur von 3+3+2 Takten und nicht wie sonst meist üblich eine auf 4+4 Takten basierende Struktur. Zu Beginn des zweiten Menuettteils weitet Haydn die Struktur dann aber auf 4+4 Takte aus mit Fortspinnung der gleichmäßigen Achtelbewegung (Takt 9 bis 16). Im Wiederaufgreifen des ersten Teils (Takt 17 bis 28) wird die Wendung aus Takt 7 wiederholt. Dessen Rhythmus (halbe Note und zwei Achtelnoten) trat bereits in Takt 4 auf und spielt im Trio eine dominante Rolle.
Das Trio steht ebenfalls in C-Dur und ist eines der ersten Beispiele für einen Walzer in Haydns Sinfonien. Im ersten Teil spielt die Solo-Oboe über nachschlagenden Vierteln der Streicher-Begleitung die Walzermelodie. Zu Beginn des zweiten Teils benutzt Haydn einen besonderen Klangeffekt, indem die solistischen Oboen und Hörner die Walzermelodie fortführen – lediglich begleitet vom Fagott, das nur in dieser Passage (Takt 37 bis 44) der Partitur separat notiert ist und bis dahin mit den übrigen Bassinstrumenten (Cello, Kontrabass) parallel gespielt hat. Dann wird der erste Teil mit der Solo-Oboe nochmals aufgegriffen.
Robbins Landon (1955) bezeichnet das Menuett und Trio als den besten Satz der Sinfonie.